# Aleucanitis antiqua
Aleucanitis antiqua är en fjärilsart som beskrevs av Otto Staudinger 1889. Aleucanitis antiqua ingår i släktet Aleucanitis och familjen nattflyn. Inga underarter finns listade i Catalogue of Life.